# Сърцеразбивач
„Сърцеразбивач“ (на френски: L'Arnacœur) е френска романтична комедия от 2010 година на режисьора Паскал Шоме, по сценарий на Лорент Зейтоун, Джеръми Донър и Йохан Громб. Във филма участват Ромен Дюри, Ванеса Паради, Джули Фериер и Франсоа Дамиен. Премиерата на филма е на 17 март 2010 г.

## Актьорски състав
| Актьор          | Роля               |
| --------------- | ------------------ |
| Ромен Дюри      | Алекс Липи         |
| Ванеса Паради   | Жулиет Ван Дер Бек |
| Джули Фериер    | Мелани             |
| Франсоа Дамиен  | Марк               |
| Андрю Линкълн   | Джонатан           |
| Хелена Ногуера  | Софи               |
| Жан-Ивес Лафесе | Дютор              |
| Жак Франц       | Ван Дер Бекя       |
| Филип Лашу      | Гаджето            |
| Одри Лами       | Ченгето            |

## Американски римейк
След успеха на филма във Франция, съобщено е, че „Уоркинг Тайтъл Филмс“ придобива щатски права за римейка.

## В България
В България филмът е пуснат по кината на 4 февруари 2011 г. от „А Плюс Филмс“.
На 8 юни 2013 г. е излъчен за първи път по „Нова телевизия“ с български дублаж за телевизията. Екипът се състои от:
| Озвучаващи артисти  | Христина Ибришимова Петя Миладинова Елисавета Господинова Николай Николов Васил Бинев Христо Узунов |
| Преводач            | Даниела Донева                                                                                      |
| Тонрежисьор         | Димитър Кукушев                                                                                     |
| Режисьор на дублажа | Димитър Кръстев                                                                                     |